# Питулаци (Браила)
Питулаци (рум. Pitulați) насеље је у Румунији у округу Браила у општини Скорцару Ноу. Oпштина се налази на надморској висини од 14 m.

## Становништво
Према подацима из 2002. године у насељу је живело 373 становника, од којих су сви румунске националности.